# Louise Abel
Louise Abel, nata Louise Doris Sophie Pauline Kleffel (Goldberg, 5 novembre 1841 – 2 maggio 1907) è stata una fotografa norvegese, di origini tedesche.

## Biografia
Figlia del fotografo Ludwig Gustav (1807–1885) e di Emilie Fredenhagen (1816–1895), crebbe in un ambiente in cui la fotografia era pratica quotidiana, tanto che il padre fu un noto autore di libri di testo in cui descriveva macchine e processi chimici. Il farmacista e fotografo norvegese Hans Holtermann Abel (1830-1903), con lo scopo di approfondire la sua conoscenza tecnica e scientifica, andò da Kleffel nel 1863 rimanendovi per un periodo, tanto che l'anno successivo Hans e Louise si sposarono. Insieme partirono per la Norvegia. Nel 1864 aprirono uno studio fotografico a Christiania (che sarebbe diventata prima Kristiania e dal 1924 Oslo), dove fu allestito anche un vero e proprio negozio con articoli fotografici. L'atelier fu il primo in Norvegia a realizzare ritratti nel formato cabinet, cioè di dimensioni più grandi delle carte de visite, che in altri paesi venivano usati per fotografare anche paesaggi e non solo ritratti, i cui positivi venivano successivamente incollati su cartone.
Il 1º dicembre 1884 Louise Abel aprì l'atelier "Abels Kunsthandel og Forlag", dove produsse cartoline di Natale con l'intenzione di venderle ad un vasto pubblico. Chiese, si direbbe in epoche successive, la liberatoria da vari artisti norvegesi per ottenere alcuni dei loro lavori da stampare sulle cartoline. Inoltre riuscì ad ottenere il consenso del Nasjonalmuseet, la Galleria Nazionale norvegese, per riprodurre alcune opere. In questo modo poté competere con le cartoline natalizie d'importazione considerate di bassa qualità. Nel 1898 Louise lasciò l'azienda nelle mani dei figli Gustav (1872–1936) e Louis (1874–1932). Il marito di Louise, nonostante fosse anche lui un fotografo d'arte, viene soprattutto ricordato per essere stato uno dei primi importatori e fornitori norvegesi di attrezzatura fotografica sia per professionisti che per dilettanti. Sembra che avesse avuto anche una figlia, Emilie Louise detta "Emmy" (1868-1931) che svolse la professione di scrittrice e giornalista.
Non vi è certezza sul luogo ove sia avvenuta la sua morte. Lei ed il marito, dopo il 1898, quando l'attività passò ai figli, si ritirarono a Loten ed è probabile che sia deceduta in quel luogo. Anche il marito potrebbe essere deceduto nella stessa cittadina nel 1903.
Tra le fotografe che si formarono con Louise Abel ci fu Elisabeth Helmer (1854-1920).
Abel fu una delle molte donne che crearono studi fotografici professionali in Norvegia nel XIX secolo e l'inizio del secolo successivo, tra cui Marie Hoeg a Horten, Louise Wold a Holmestrand, Augusta Solberg, Agnes Nyblin, Hulda Marie Bentzen a Bergen

## Galleria d'immagini

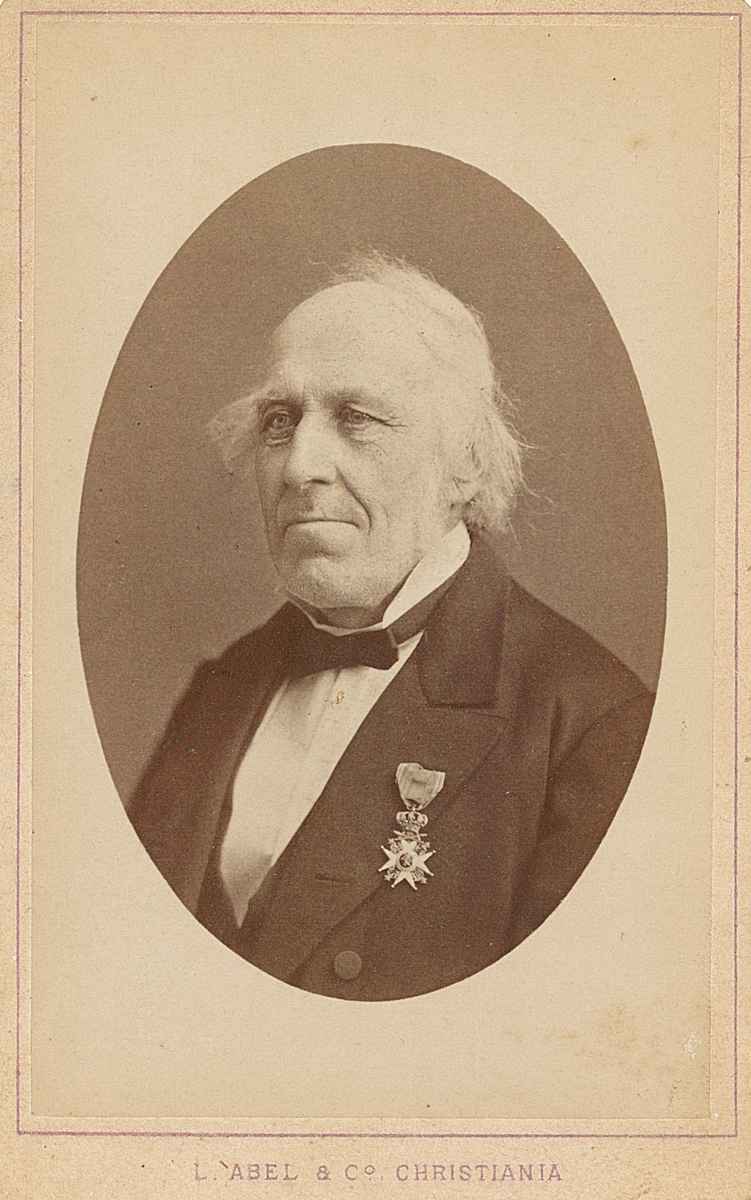
Ludvig Mathias Lindeman (1812-1887), compositore ed organista, 1870
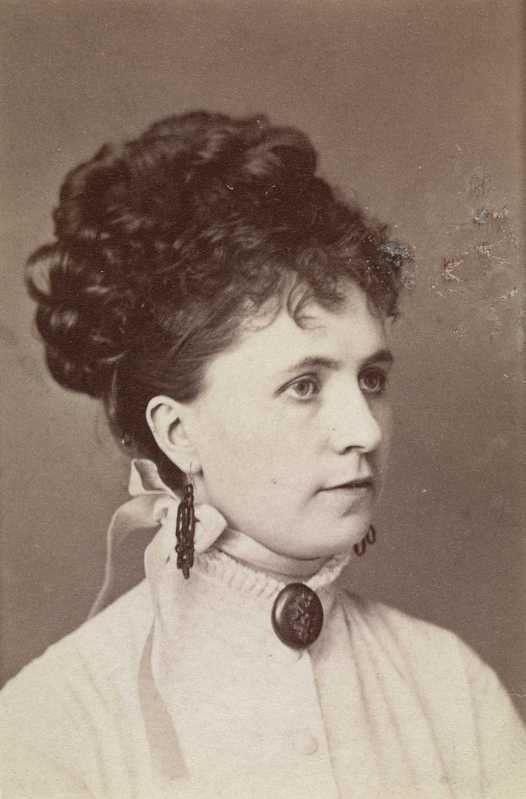
Gurli Åberg, attrice, tra il 1870 e il 1880
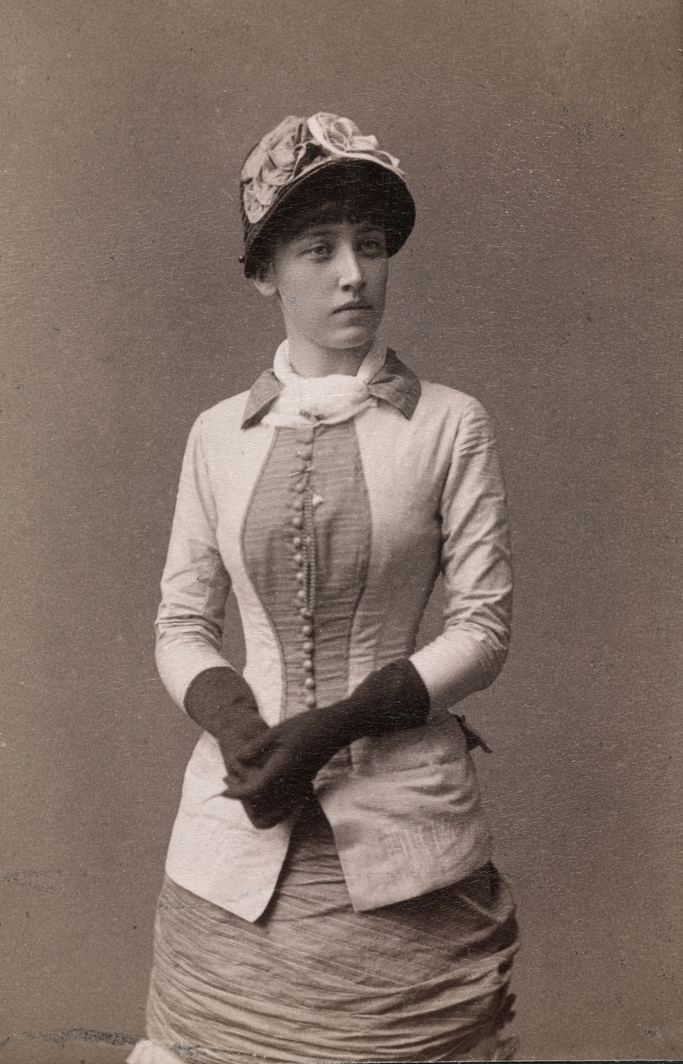
Andrea Fredrikke Emilie Ihlen detta Milly (1860-1937), attrice e cantante, 1885 circa
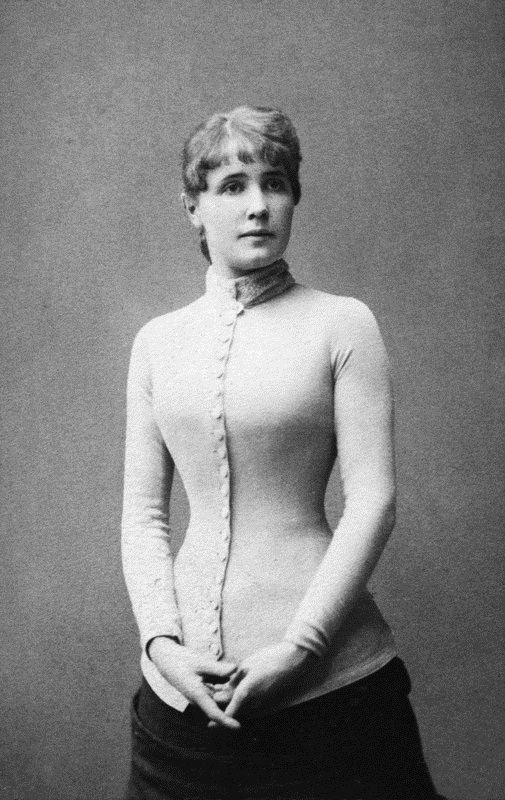
Oda Krohg, pittrice, tra il 1888 e il 1890
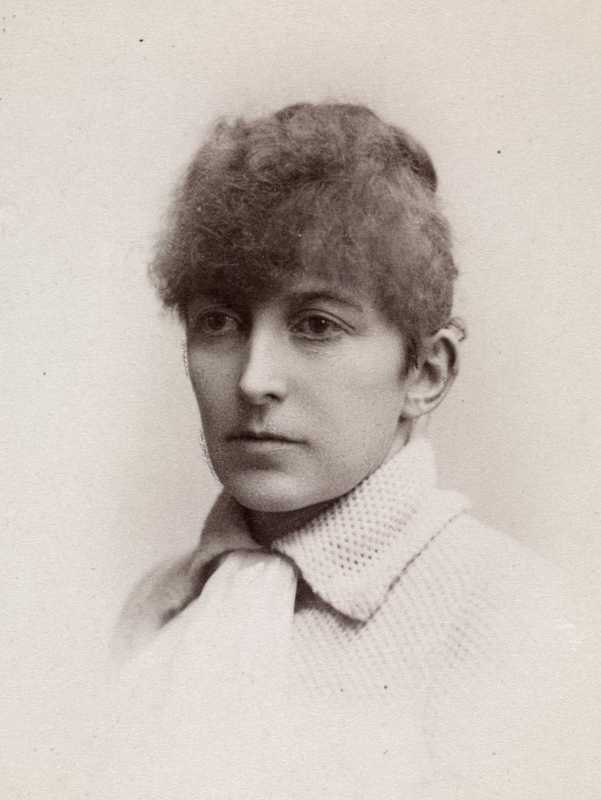
Thora Hansson (1848-1917), attrice e regista teatrale, 1890 circa
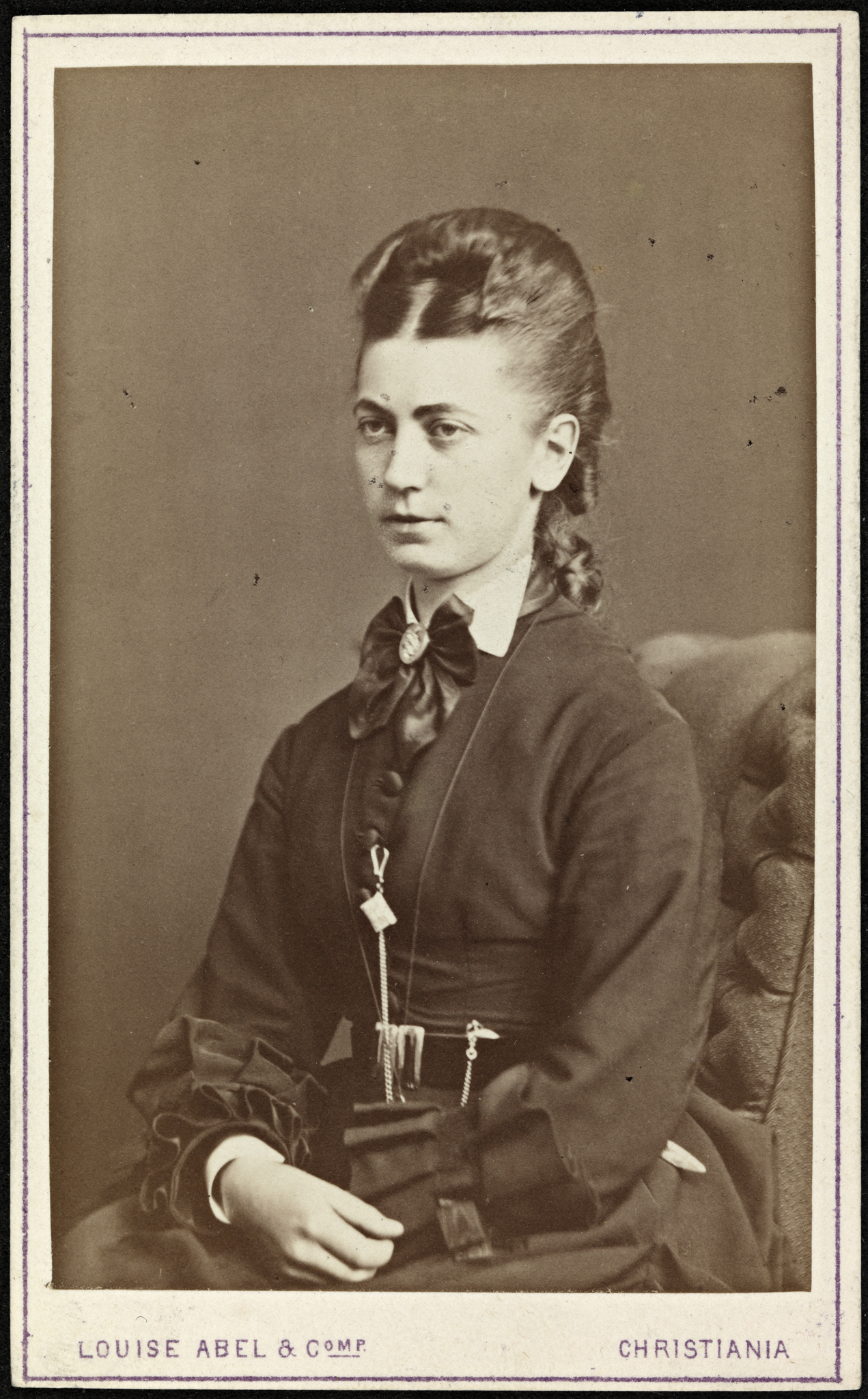
Agnes Lie (1852-1915), prima donna eletta nel comune di Eidsvoll per i liberali nel 1901
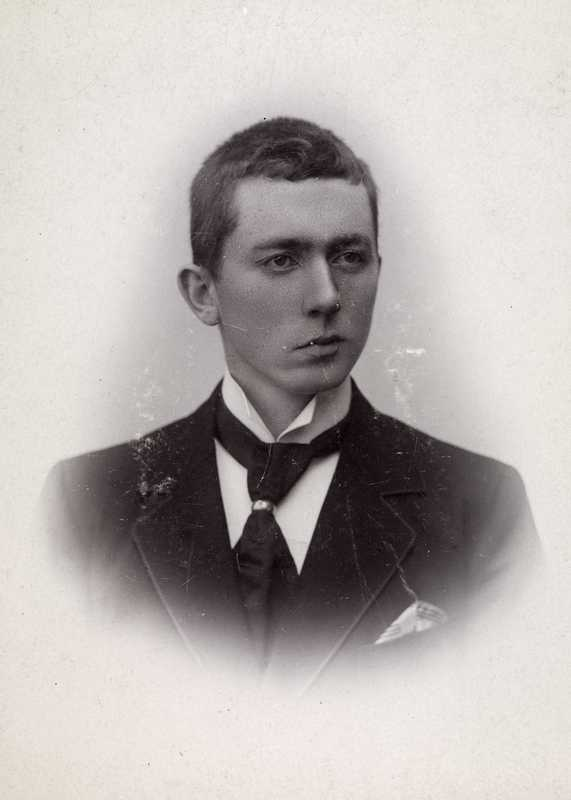
Harald Hals (1876-1959), architetto, tra il 1895 e il 1900